# Produs cosmetic
Produsul cosmetic este o substanță sau un preparat care vine în contact cu părțile externe ale corpului uman și are ca scop principal îngrijirea acestora. Îngrijirea poate consta în curățarea, parfumarea, corectarea mirosurilor, modificarea aspectului, protejarea sau menținerea în bună stare a pielii, părului, ochilor, buzelor, organelor genitale, unghiilor sau dinților și mucoasei bucale.
Produsele cosmetice nu au scop terapeutic și nu acționează asupra structurilor interne ale corpului, spre deosebire de medicamente. Ele pot avea forme variate – creme, loțiuni, geluri, uleiuri, pudre, emulsii, spume, spray-uri sau batoane – și sunt utilizate zilnic pentru igienă personală, frumusețe sau confort.
Compoziția unui produs cosmetic este strict reglementată, iar ingredientele sale trebuie să respecte norme de siguranță pentru a evita reacțiile adverse, iritațiile sau alergiile. În ultimii ani, s-a înregistrat o creștere a interesului pentru cosmeticele naturale, organice, vegane sau cruelty-free, ca răspuns la cerințele consumatorilor preocupați de sănătate, mediu și etică.